# Louis Frédéric Schützenberger

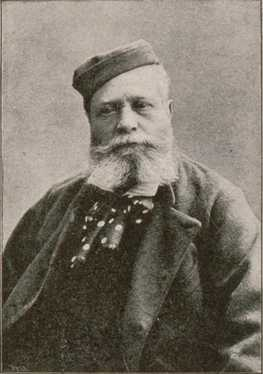
Louis Frédéric Schützenberger (1885/1886)

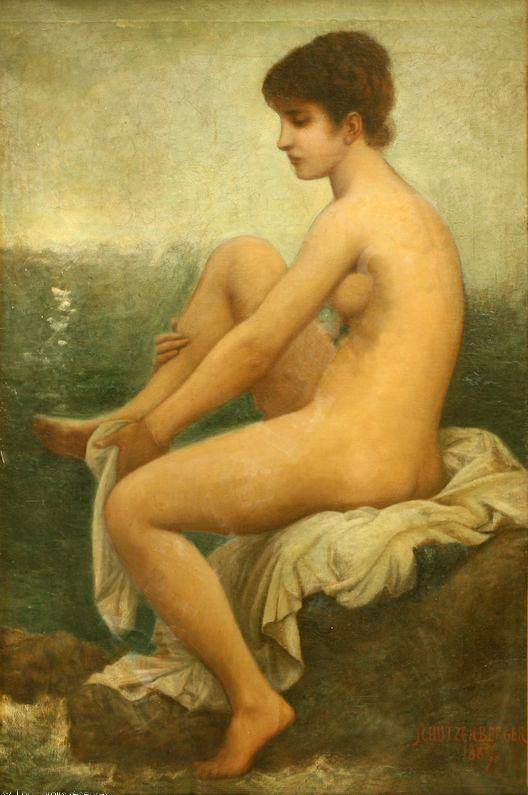
„Badende“

Louis Frédéric Schützenberger (* 8. September 1825 in Straßburg; † 17. April 1903 ebenda) war ein französischer Genre-, Historien-, Porträt- und Aktmaler.
Geboren als ältester Sohn des Besitzers der Schützenberger-Brauerei, zeigte er früh seine künstlerischen Begabungen, was der befreundete Maler Gabriel-Christophe Guérin bemerkte und ihm den ersten Malunterricht erteilte.
Im Alter von 17 Jahren kam Louis Frédéric Schützenberger 1842 nach Paris in das Atelier des Malers Paul Delaroche, und als Delaroche 1843 zum längeren Aufenthalt nach Italien kam, begann Schützenberger sein Studium an der École des Beaux-Arts bei Charles Gleyre. Nach dem Studium blieb er in Paris als freischaffender Genre-, Historien-, Porträt- und Aktmaler.
1861 reiste er nach Rom ab und blieb dort über ein Jahr. 1862 kehrte er nach Paris zurück und zog in das Gebäude „La Boîte à thé“ in der Rue Notre-Dame-des-Champs 70 um. Ein paar Jahre später verließ er Paris und kehrte in seine Heimatstadt Straßburg zurück. 1870 wurde er zum Ritter der Ehrenlegion ernannt.
Von 1870 bis 1885 war er der Besitzer des Schlosses in Scharrachbergheim-Irmstett, wo er sein Atelier einrichtete.
Louis Frédéric Schützenberger starb 1903 in Straßburg im Alter von 77 Jahren. Der Maler René Schützenberger war sein Cousin.